# En skærsommernatsdrøm
En skærsommernatsdrøm (org. A Midsummer Night's Dream) er en romantisk komedie skrevet af William Shakespeare omkring 1594–1596 og opført første gang omkring samme tidspunkt. Det blev udgivet på tryk i 1600. Stykket er et af Shakespeares mest populære, og er opført utallige gange verden over, ligesom komedien er filmatiseret flere gange.
Komedien skildrer to unge kærestepar og en gruppe amatørskuespilleres oplevelser i en eventyrskov udenfor Athen, deres møde med hertugen og hertuginden af Athen, Theseus og Hippolyta, og med skovfeerne. Centrale temaer er kærlighed, jalousi og sorg.
Bl.a. Felix Mendelssohn Bartholdy og Benjamin Britten har skrevet musik til komedien.